# Xanthyris
Xanthyris là một chi bướm đêm thuộc họ Geometridae.

## Các loài
- Xanthyris felder Felder & Felder, 1862
- Xanthyris flaveolata Linnaeus 1758
- Xanthyris involuta Bastelberger 1909
- Xanthyris planilimbata Warren 1905
- Xanthyris superba Druce 1903
- Xanthyris supergressa Bastelberger 1909